# Thabo Matlaba
Thabo Matlaba (Tembisa, 13 de dezembro de 1987) é um futebolista profissional sul-africano que atua como defensor.

## Carreira
Thabo Matlaba representou o elenco da Seleção Sul-Africana de Futebol no Campeonato Africano das Nações de 2015.